# Dinah Rodriguesová
Dinah Rodriguesová, nepřechýleně Dinah Rodrigues (* 1927) je brazilská psycholožka, jógová terapeutka, autorka konceptu hormonální jógové terapie a dvou knih s touto tematikou.

## Život
Vystudovala filozofii a psychologii na univerzitě v São Paulu. Specializuje se na jógovou terapii podle Swamiho Sivananda Saraswatiho, na jejímž základě vyvinula koncept hormonální jógové terapie. Je členkou IYTA (International Yoga Teachers Association). Systém cvičení, který sestavila na doporučení svého lékaře nastoluje hormonální rovnováhu a pomáhá odstraňovat potíže spojené s nízkou hladinou hormonů u žen. Tato speciální jóga je přírodní alternativou k běžné hormonální substituční terapii, nebo ji může doprovázet také jako podpůrná. Dinah Rodriguesová kromě Brazílie cestuje do Severní Ameriky, Evropy a Indie a od roku 1993 pořádá semináře a workshopy pro veřejnost a lektorky hormonální jógové terapie, která je založena na opakovaném a pravidelném cvičení speciálně připravené sestavy, která stimuluje a masíruje ženské orgány. Po úspěchu, který zanamenala její cvičení u žen, rozšířila sestavu o cvičení pro muže a pro diabetiky.

## Dílo
- 2014 Hormonální jógová terapie : pro znovuaktivování hormonálního systému a odstranění symptomů menopauzy, premenstruačního syndromu, polycystických vaječníků a neplodnosti, překlad: Lucie Těšnovská, Fontána, Olomouc
- 2015 Hormonální jógová terapie 2 Pro prevenci a léčbu diabetu a aktivování hypofýzy, slinivky, štítné žlázy, jater, nadledvinek, překlad: Lucie Těšnovská, Fontána, Olomouc